# 1527 Malmquista
Malmquista (asteróide 1527) é um asteróide da cintura principal, a 1,7873618 UA. Possui uma excentricidade de 0,1976415 e um período orbital de 1 214,38 dias (3,33 anos).
Malmquista tem uma velocidade orbital média de 19,95587314 km/s e uma inclinação de 5,19418º.
Esse asteróide foi descoberto em 18 de Outubro de 1939 por Yrjö Väisälä.